# Hermann Mohn

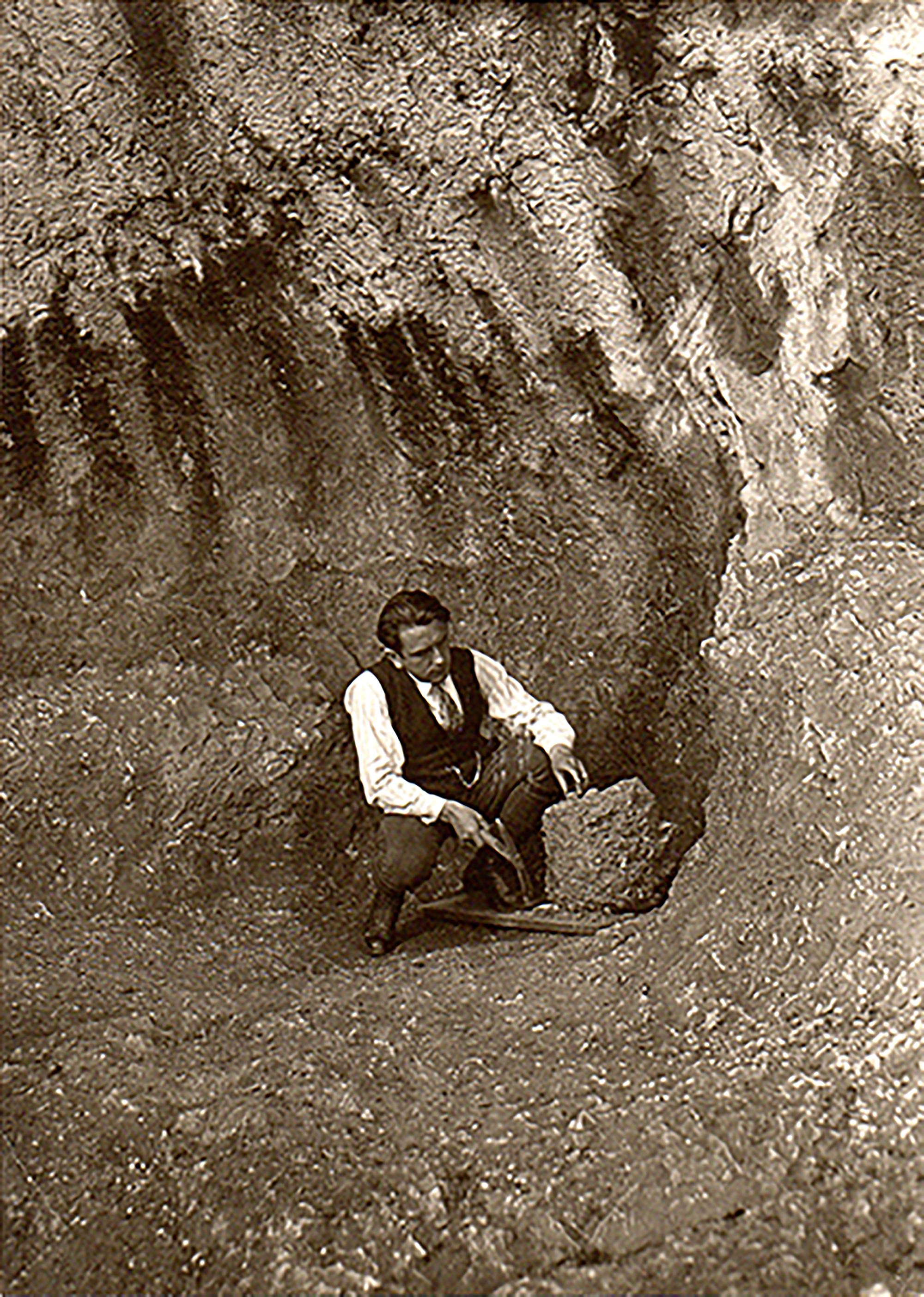
Hermann Mohn (1930)

Hermann David Mohn (* 29. Oktober 1896 in Heidenheim an der Brenz; † 2. Juni 1958 in Erfurt) war ein schwäbischer Mundartdichter und Heimatforscher. Er war der Entdecker der steinzeitlichen Fundplätze Heidenschmiede in Heidenheim und der Vogelherdhöhle bei Stetten ob Lontal.

## Leben

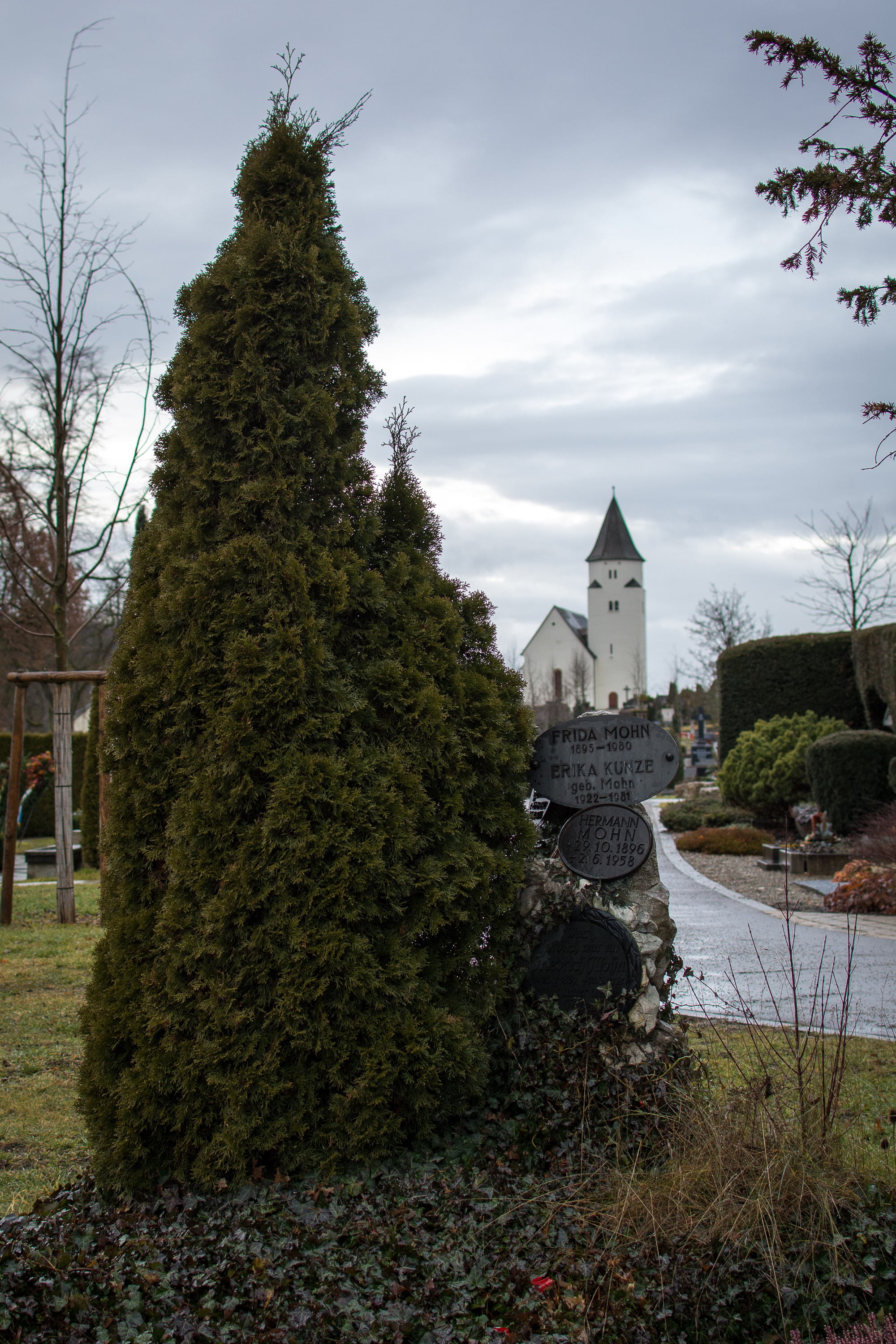
Die Grabstätte der Familie Mohn auf dem Totenbergfriedhof bestand von 1932 bis 2015

### Herkunft und Familie
Mohn war Sohn von Stadtrat Friedrich Mohn und dessen Frau Pauline Johanna Mohn, geborene Siegmann und wuchs in Heidenheim auf. Nach Abschluss der Mittleren Reife und einer Ausbildung im mittleren Eisenbahndienst wurde er im Ersten Weltkrieg als Funker eingesetzt. 
Im Mai 1921 heiratete er die aus Bad Mergentheim stammende Frida Huck, die gemeinsame Tochter Erika kam am 30. Juli 1922 zur Welt.

### Heimatforschung
Neben seiner Arbeit als Reichsbahn-Sekretär betätigte sich Mohn als Heimatforscher und entdeckte bei seinen Erkundungen im Sommer 1928 die Heidenschmiede, einen Abri im Felsmassiv unter Schloss Hellenstein, die er zwei Jahre später vollständig ergrub.
Am 23. Mai 1931 fand er im Aushub vor einem Dachsbau am Vogelherd im Lonetal mehrere Absplisse aus Feuerstein und informierte hierüber den Prähistoriker Gustav Riek, der die damals noch vollständig verfüllte Vogelherdhöhle im Anschluss freilegte und archäologisch untersuchte. 
Anfang Juni 1932 entdeckte Mohn an der Nordseite des Bruckersbergs in Giengen an der Brenz die Bärenfelsgrotte. Bei einem Probeschnitt konnte er in ca. 2 Meter Tiefe mehr als hundert jungpaläolithische Artefakte bergen.

### Politische Einstellung und Verbannung
Mohn war bekennender Demokrat und Pazifist, engagierte sich ehrenamtlich in örtlichen Vereinen, war Mitglied der Deutschen Friedensgesellschaft und Vorstandsmitglied und Landtagskandidat der Deutschen Demokratischen Partei. Neben seinen mundartlichen Gedichten und Kindergeschichten publizierte er antifaschistische Artikel in lokalen Zeitungen und war Mitarbeiter der politischen Zeitschrift Das Andere Deutschland. 
Auf Veranlassung der NSDAP wurde er am 15. Mai 1934 nach Zeitz in Thüringen versetzt, eine Rückkehr nach Heidenheim wurde ihm auf Lebenszeit untersagt. In den darauffolgenden Jahren wurde er vom Sicherheitsdienst der NSDAP überwacht, mehrfach verhört und bedroht. 1937 trat Mohn der NSDAP bei, da er sich hierdurch eine Verbesserung seiner Situation versprach, welche jedoch nicht eintrat: Eine anstehende berufliche Beförderung wurde ausgesetzt, und im Juli 1941 wurde er ohne Familie nach Minsk versetzt. Anfang 1944 erfolgte eine weitere Versetzung nach Brest-Litowsk, von wo aus er im Sommer desselben Jahres aus gesundheitlichen Gründen nach Erfurt zurückkehren konnte.

### Rehabilitation
Nach Ende des Zweiten Weltkriegs wurden Mohns offen-antifaschistische Haltung und seine langjährige Zugehörigkeit zur Antinazi-Zelle der Reichsbahndirektion Erfurt von verschiedenen Seiten bestätigt. Bereits am 1. Juli 1945 wurde er beruflich rehabilitiert und zum 1. Verkehrskontrolleur des Reichsbahnverkehrsamts in Erfurt ernannt.
Hermann Mohn starb am 2. Juni 1958 in Erfurt, seine Urne wurde im darauffolgenden Monat auf dem Totenbergfriedhof in Heidenheim beigesetzt.

## Ehrungen

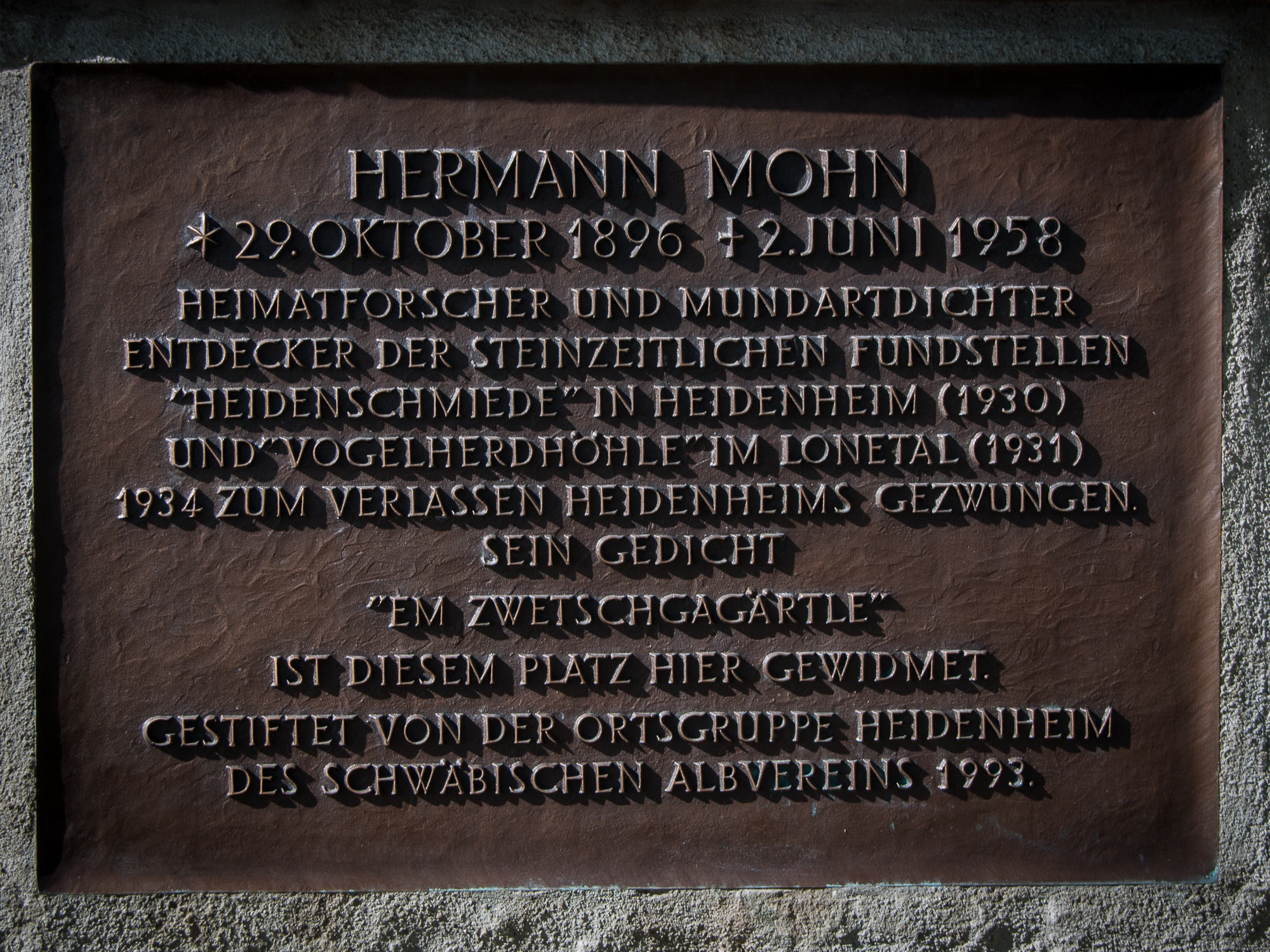
Gedenktafel auf Schloss Hellenstein

Im Dezember 1979 ehrte Hansjürgen Müller-Beck, damaliger Leiter des Instituts für Ur- und Frühgeschichte an der Eberhard Karls Universität Tübingen, die forschungsgeschichtlichen Leistungen Mohns gegenüber dessen Witwe und Tochter in Heidenheim.
Im Februar 1990 beschloss der Gemeinderat der Stadt Heidenheim, einen Fußweg nach Mohn zu benennen. Der Hermann-Mohn-Weg führt vom ehemaligen Wohnhaus der Familie Mohn in der Schlossstraße über das Zwetschgagärtle auf Schloss Hellenstein und die Heidenschmiede bis zur Straße Im Flügel.
Der vom Informationszentrum des Archäopark Vogelherd zur Vogelherdhöhle führende Erlebnis-Fußweg trägt ihm zu Ehren den Namen Hermann-Mohn-Rundweg.

## Publikationen
- Em Zwetschgagärtle. Selbstverlag, Heidenheim 1929